# Peter Griese
Peter Griese (* 22. Juni 1938 in Frankfurt am Main; † 29. April 1996 in Bad Ems) war ein deutscher Science-Fiction-Schriftsteller. Er wurde als Autor der Science-Fiction-Heftserie Perry Rhodan bekannt.

## Leben
Bereits in seiner Schulzeit entdeckte Peter Griese die Science-Fiction und sein Interesse am Schreiben. Er studierte bis zum Abschluss als Diplom-Ingenieur der Elektrotechnik im Fachbereich Elektronik und ging dann zur Bundeswehr, wo ihn seine Offizierslaufbahn bis zum Oberstleutnant führte. 1986 gab er seinen militärischen Beruf zugunsten einer Karriere als freischaffender Autor auf.
Über die Leserbriefseiten der Perry-Rhodan-Hefte kam Griese in Kontakt mit Günter M. Schelwokat und Willi Voltz und verfasste einige Erzählungen. 1977 schrieb er seinen ersten Heftroman, Im Bann der Psi-Intelligenz, der in der TERRA-ASTRA-Reihe erschien. Seit 1980 (Band #963, Mission der Flibustier) gehörte er zum Autorenteam der Perry-Rhodan-Heftserie, und kurz danach übernahm er die redaktionelle Leitung der Tochterserie Atlan bis zu ihrer Einstellung. Nach dem Tod von Kurt Mahr schrieb Griese die Rubrik Perry Rhodan Computer und war zeitweise für die Inhalte des Perry-Rhodan-Reports bis zur Nummer 267 zuständig.
Peter Griese starb im Alter von 57 Jahren an Herzversagen. Gut drei Monate nach seinem Tod erschien sein letzter Heftroman Flucht durch Bröhnder, dessen unvollendetes Manuskript von Robert Feldhoff fertiggestellt worden war.